# Magister equitum
Magister equitum (łac. dowódca jazdy) – rzymski urząd wojskowy, w czasach republiki jako pomocniczy przy dyktatorze, w epoce cesarstwa – naczelny dowódca konnicy.
W siłach zbrojnych Rzymu republikańskiego był wyższym urzędnikiem nadzwyczajnym, pełniącym funkcję zastępcy dyktatora, a nominalnie i faktycznie (w bitwie) dowodził w jego wojskach jazdą. Zazwyczaj wybierany przez niego spośród byłych konsulów albo pretorów, mógł jednak uprzednio nie sprawować żadnego urzędu. Był nieusuwalny, lecz funkcja jego wygasała wraz z mandatem dyktatora. Miał prawo do noszenia wyróżniającej togi (toga pratexta), do zasiadania na prestiżowym krześle kurulnym (sella curulis) i do asysty 6 liktorów. Zastępował w razie nieobecności dyktatora i przejmował jego uprawnienia, jak np. w 215 p.n.e., gdy Marek Juniusz Pera powrócił do Rzymu, powierzając swe obowiązki Tyberiuszowi Semproniuszowi Grakchusowi.
Po raz pierwszy na urząd ten miał być w 501 p.n.e. powołany Spuriusz Kasjusz pod rozkazy Tytusa Larcjusza. Pierwszym znanym magistrem equitum z rodu plebejskiego był mianowany w 368 p.n.e. Gajusz Licyniusz Kalwus. Z kolei w 217 p.n.e. na mocy specjalnej ustawy Marek Minucjusz Rufus został w 217 p.n.e. wyjątkowo zrównany rangą z dyktatorem Kwintusem Fabiuszem Kunktatorem. Do ostatnich najbardziej znanych za Republiki dowódców rzymskiej jazdy należał Marek Antoniusz, powołany na tę funkcję w 49 r. p.n.e. przez ponownie obwołanego dyktatorem Juliusza Cezara.
Funkcja ta zyskała odnowienie i szczególnie istotne znaczenie w okresie schyłkowego cesarstwa. Od czasu dokonanych przez Galiena reform związanych z wydzieleniem odwodowych sił konnicy, magister militum (wówczas przejściowo jako dux equitum) awansował do rangi jednej z najważniejszych postaci w państwie. W trakcie dalszych reform wojskowych Konstantyn Wielki ustanowił magistra equitum jako naczelnego dowódcę kawalerii obok równoważnego stanowiska dowódcy piechoty (magister peditum).